# Rząd Łeonida Kuczmy
Rząd Leonida Kuczmy – rząd Ukrainy działający od października 1992 do września 1993 pod przewodnictwem premiera Łeonida Kuczmy.

## Skład rządu
- Łeonid Kuczma – premier
- Ihor Juchnowski - pierwszy wicepremier
- Wasyl Jewtuchow - wicepremier do spraw przemysłu i budownictwa
- Wołodymyr Demjanow - wicepremier do spraw rolnictwa i przetwórstwa rolnego
- Wiktor Pynzenyk - wicepremier do spraw reformy ekonomicznej, minister gospodarki
- Jurij Ioffe - wicepremier do spraw kompleksu energetyczno-paliwowego
- Mykoła Żułynski - wicepremier do spraw polityki społecznej
- Andrij Wasyłyszyn - minister spraw wewnętrznych
- Witalij Sklarow - minister energetyki i elektryfikacji
- Anatolij Złenko - minister spraw zagranicznych
- Ołeh Prożywalski - minister łączności
- Iwan Herc - minister do spraw zagranicznych kontaktów ekonomicznych
- Wałerij Samopławski - minister leśnictwa
- Wałerij Borzow - minister do spraw młodzieży i sportu
- Wiktor Antonow - minister przemysłu maszynowego, kompleksu wojskowo-przemysłowego i konwersji
- Kostiantyn Morozow - minister obrony
- Petro Tałanczuk - minister oświaty
- Jurij Spiżenko - minister ochrony zdrowia
- Jurij Kostenko - minister ochrony środowiska
- Mychajło Kaskewycz - minister pracy
- Arkadij Jerszow - minister opieki społecznej
- Anatolij Hołubczenko - minister przemysłu
- Mykoła Borysenko - minister do spraw statystyki
- Orest Kłymyszyn - minister transportu
- Heorhij Hotowczyć - minister do spraw likwidacji skutków katastrofy czarnobylskiej
- Hryhorij Pjataczenko - minister finansów
- Wasyl Onopenko - minister sprawiedliwości
- Anatolij Łobow - szef Gabinetu Ministrów
- Jewhen Marczuk - szef Służby Bezpieczeństwa Ukrainy
- Wałerij Hubenko - szef Komitetu Państwowego do spraw ochrony granicy państwa
- Wołodymyr Priadko - przewodniczący Funduszu Majątku Państwowego
- Ołeksandr Zawada - przewodniczący Komitetu Antymonopolowego
- Wadym Het´man - szef Narodowego Banku Ukrainy